# Jönköpings Simsällskap
Jönköpings Simsällskap, förkortat Jönköpings SS eller JSS, är en svensk simförening med säte i Jönköping, grundad 1829 vilket gör klubben till en av de äldsta simklubbarna i hela Sverige. Klubben har idag över 4000 medlemmar och bedriver verksamhet inom simning, simhopp, konstsim och livräddning. Verksamheten bedrivs idag mestadels på Rosenlundsbadet i Jönköping. 

## Historia
Jönköpings Simsällskap grundades våren 1829, troligtvis på initiativ av en yngre idrottsintresserad jurist vid namn av Peter Holmertz som på den tiden var auskultant på Göta Hovrätt och med en bakgrund inom just simning. Till en början bestod föreningen av 80 medlemmar och har sedan dess med tiden successivt vuxit i storlek. Mellan 1921 och 1971 hette klubben Jönköpings Sim- och Livräddningssällskap (JSLS). 

### Olympiska simmare
Jönköpings SS hade sina första olympiska simmare vid de olympiska sommarspelen 1972, då Inger Andersson deltog. 
Simmare och simhoppare som deltagit i olympiska sommarspelen samtidigt som de representerade Jönköpings SS:
- Inger Andersson (1972)[3]
- Joakim Holmquist (1988)[4]
- Joakim Andersson (1988, 1992 och 1996)[5]
- Eva Berglund (2008)[6]
- Martina Granström (2012)[7]